# エチルエーテル犯罪
エチルエーテル犯罪（エチルエーテルはんざい）は、チェーンメール形式で流布した都市伝説。見知らぬ人が路上で干物を勧めてエチルエーテルを吸入させ意識を失わせ、金品を奪ったり、臓器を摘出し売買したりする犯罪が発生しているという内容の噂であるが、信憑性が疑わしく、デマに過ぎないという指摘もある。
2010年に韓国において主にインターネット上で、注意を促し噂の拡散を求める怪文書という形で流布し、日本でも2017年10月頃、LINEやTwitterを経由する形で、かつて韓国で流布した内容が日本語に翻訳され、デマとして広まった。

## 内容
韓国では2010年、インスタントメッセンジャーやブログを経由し、「新種の犯罪」というタイトルで、以下のような警戒を促す文書が流布した。いわく、
といった内容である。
流布する文書によっては「エチルエーテル」が「エチルエーテルバトー（에텔에테르바토）」なる架空の薬物の名称になっていたり、韓国のソウル、済州島などでも現れ始めたという内容が追加されていたりする場合もある。2017年10月に日本で同様の文書が流布した際には「中国から来た犯罪である」とされ、金品のみならず臓器売買に絡んだ犯罪とする内容になっている。2018年5月中旬には、長崎県に所在する地名を追加したものが再び日本で流布した。

## 真偽についての議論
内容の真偽が疑わしく、曖昧な内容で社会不安を煽るデマに過ぎないという指摘が主流である。例えば、エチルエーテルには麻酔作用があるものの、実際には麻酔の効果が現れるまでの時間が長く、それほど強くもないことから、このような犯罪に利用することは困難であるという見解がある。またエチルエーテルは引火性が高く、日光に当たると化学反応も発生するため持ち歩くのは危険であるし、そもそも匂いをかぐだけで失神するような薬物が存在したとして、そのようなものを持ち歩けば犯人もただでは済まないという指摘もある。
2017年に日本で流布した際には、沖縄県警察が沖縄県民向けのメールマガジンを通じて「県内でこのようなメールが拡散しているものの、このような事案が発生したという情報はない」と発表している。2018年5月には長崎県警察がJ-CASTニュースの取材に対し「こうした情報が流れていることは把握しているが、直接の被害については聞いていない」と回答している。

## 類似した都市伝説
「異国人の店員に騙されて無防備なところを襲われ、薬物によって前後不覚になったまま誘拐される」という筋立ての都市伝説としては、1969年のフランスで大きな騒動になった「オルレアンの噂」がある。「オルレアンの噂」の変形とみられる都市伝説は世界中に広まっており、日本でも1980年代初頭に広まった「だるま女」（中国奥地の達者）など、類似した都市伝説が広まっている。都市伝説が国や地域を越えて広まる場合、細部の内容がローカライズされて伝わることが多く、例えば日本の「だるま女」の場合、内容の核心となるモチーフの部分は「オルレアンの噂」そのままに、内容に説得力を持たせるための細部のディテールが日本人にとって身近な内容に置き換えられ、伝わったものであると考えられている。
このような噂を広める側からは「事実ではないとしても、このような事件は実際に起こることかも知れないから、噂に込められているメッセージは重要であり否定する必要はない」という反論がなされることがある。一方、このようなデマが事実無根の風評被害や差別へと繋がったり、デマが実態のない治安悪化のイメージを広め、その結果として漠然とした社会不安が類似したデマを広める下地へと繋がったり、見当外れの対策にリソースを割くことになったりする弊害も指摘されている。